# 米高蒲志
米高蒲志（英語：PageGroup）是一家英国招聘和猎头公司，也是富时250指数成分股之一。

## 历史
1976年创建于英国伦敦，1979年新增曼彻斯特，伯明翰，格拉斯哥，利兹和布里斯托的办公室。1985年进入澳大利亚，1986年进入法国。2003年进入中国大陆。目前在36个国家设有140多个办公场所。